# Raciniewo (województwo pomorskie)
Raciniewo – wieś w Polsce położona w województwie pomorskim, w powiecie człuchowskim, w gminie Czarne.
W latach 1975–1998 miejscowość położona była w województwie słupskim.

## Zabytki
Według rejestru zabytków NID na listę zabytków wpisany jest szachulcowy kościół filialny pw. Matki Boskiej Częstochowskiej z 1680, nr rej.: A-173 z 25.02.1959.